# Megalomina acuminata
Megalomina acuminata is een insect uit de familie van de bruine gaasvliegen (Hemerobiidae), die tot de orde netvleugeligen (Neuroptera) behoort. 
Megalomina acuminata is voor het eerst wetenschappelijk beschreven door Banks in 1909.